# Gentianella dacrydioides
Gentianella dacrydioides är en gentianaväxtart som först beskrevs av Ernest Friedrich Gilg, och fick sitt nu gällande namn av Richard E. Weaver och Rudenberg. Gentianella dacrydioides ingår i släktet gentianellor, och familjen gentianaväxter. Inga underarter finns listade i Catalogue of Life.